# Шелбивил (Индијана)
Шелбивил (енгл. Shelbyville) град је у америчкој савезној држави Индијана.

## Демографија
По попису из 2010. године број становника је 19.191, што је 1.24 (6,9%) становника више него 2000. године.
| Група             | 2000.          | 2010.          |
| Белци             | 16.946 (94,4%) | 17.025 (88,7%) |
| Афроамериканци    | 283 (1,6%)     | 372 (1,9%)     |
| Азијати           | 208 (1,2%)     | 186 (1,0%)     |
| Хиспаноамериканци | 343 (1,9%)     | 1.360 (7,1%)   |
| Укупно            | 17.951         | 19.191         |